# Medelhavsspelen
Medelhavsspelen är ett stort sportevenemang för Medelhavsländerna. Flera grenar ingår, med Olympiska spelen som förebild. Första tävlingsarrangemanget genomfördes 1951. Till och med 2018 års spel har 18 upplagor av arrangemanget genomförts.

## Historik
Idén föreslogs av Muhammed Taher Pasha, då ordförande i Egyptens olympiska kommitté, i samband med olympiska sommarspelen 1948 i London.
De första Medelhavsspelen avgjordes 1951 i Alexandria i Egypten och de första tio spelen anordnades året före olympiska sommarspelen. Sedan 1993 anordnades dock Medelhavsspelen året efter olympiska sommarspelen; undantag gällde 2017 års spel som efter finansieringsproblem sköts upp ett år. 
Förslag om att inkludera damtävlingar lades fram 1959, men de blev verklighet först 1967.

## Tävlingsupplagor

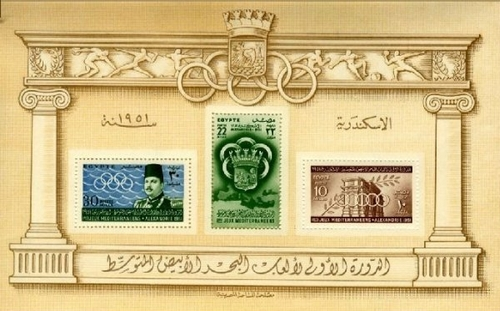
Egyptiska frimärken med de första Medelhavsspelen som motiv.

### 1950-talet
Medelhavsspelen 1951 hölls i Alexandria, Egypten.
Medelhavsspelen 1955 hölls i Barcelona, Spanien.
Medelhavsspelen 1959 hölls i Beirut, Libanon.

### 1960-talet
Medelhavsspelen 1963 hölls i Neapel, Italien.
Medelhavsspelen 1967 hölls i Tunis, Tunisien.

### 1970-talet
Medelhavsspelen 1971 hölls i İzmir, Turkiet.
Medelhavsspelen 1975 hölls i Alger, Algeriet.
Medelhavsspelen 1979 hölls i Split, Kroatien, Jugoslavien.

### 1980-talet
Medelhavsspelen 1983 hölls i Casablanca, Marocko.

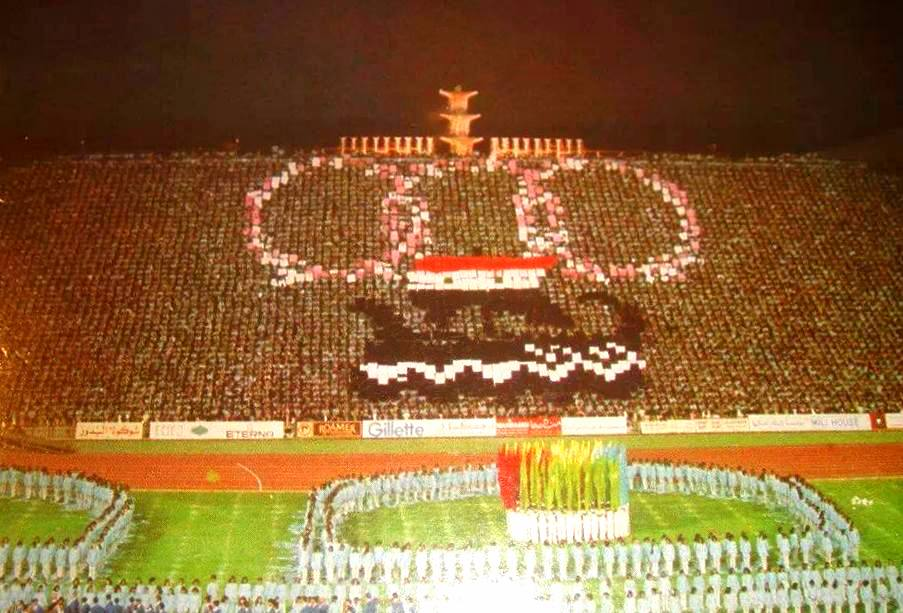
1987 års spel hölls i syriska Latakia.

Medelhavsspelen 1987 hölls i Latakia, Syrien.

### 1990-talet
Medelhavsspelen 1991 hölls i Aten, Grekland.
Medelhavsspelen 1993 hölls i Languedoc-Roussillon, Frankrike.
Medelhavsspelen 1997 hölls i Bari, Italien.

### 2000-talet
Medelhavsspelen 2001, de 14:e Medelhavsspelen i ordningen, arrangerades i Tunis i Tunisien under perioden 2–15 september 2001. 3 041 idrottsutövare från 23 länder deltog i tävlingarna som omfattade 24 olika idrottstävlingar.
Medelhavsspelen 2005 hölls i Almería, Spanien.
Medelhavsspelen 2009 hölls i Pescara, Italien.

### 2010-talet
Medelhavsspelen 2013 hölls i Mersin, Turkiet.

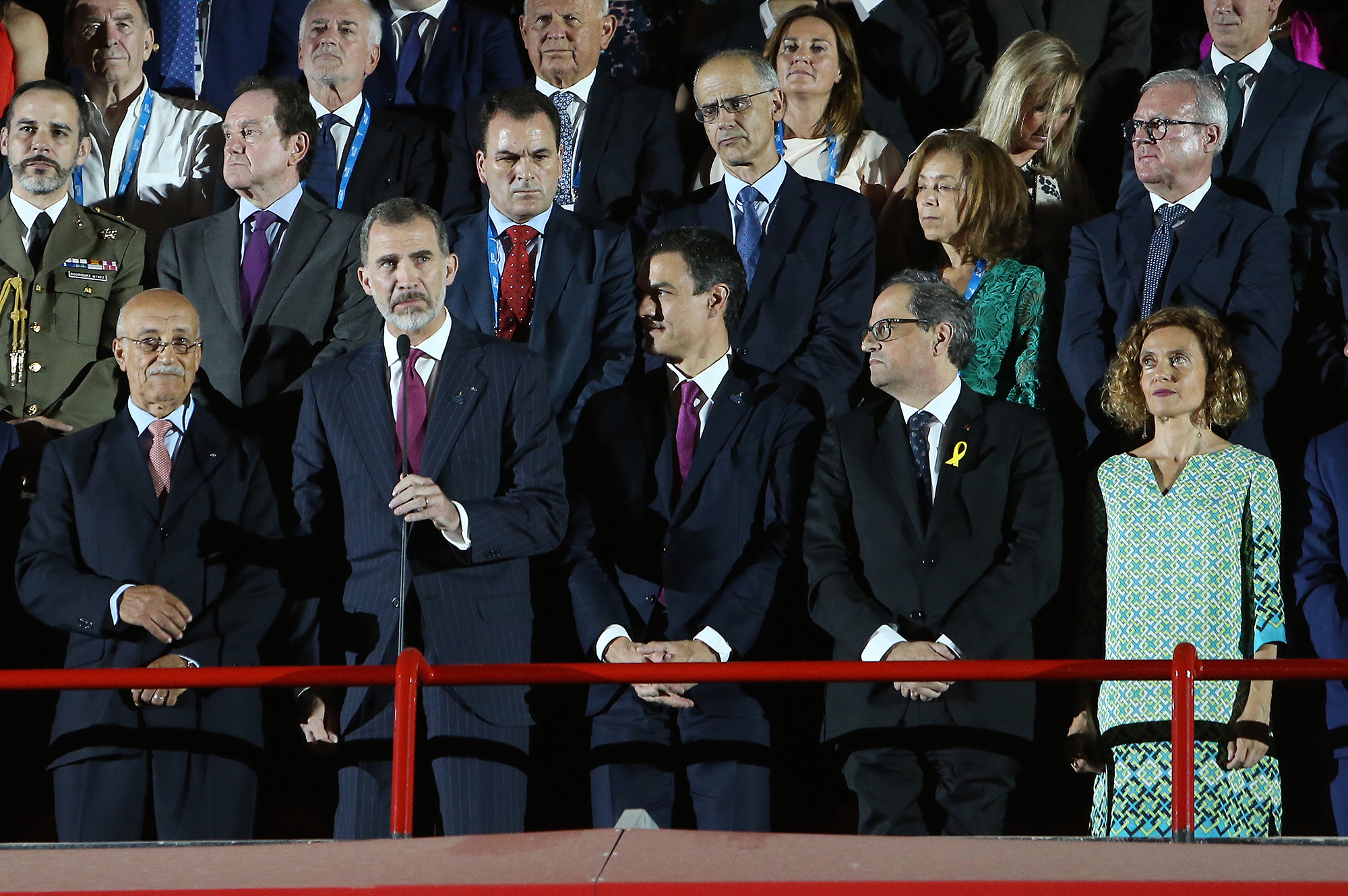
Felipe VI invigningstalar 2018, i närvaro av bland andra premiärminister Pedro Sánchez och regionpresident Quim Torra.

Medelhavsspelen 2018 arrangeras 22 juni till 1 juli. Arrangörsort är Tarragona i den spanska regionen Katalonien. Arrangemanget, som var planerat att äga rum 2017, fick lov att skjutas upp till året efter på grund av problem med finansieringen. Vid invigningen av tävlingarna deltog både kung Felipe VI, premiärminister Pedro Sánchez och regionpresident Quim Torra; Torra väckte i samband med invigningen uppmärksamhet genom att i ett tal särskilt påpeka tävlingarnas katalanska hemvist samt kung Felipes ovilja att be om ursäkt för sin medverkan till Operation Anubis.
Vid 2018 års spel deltog 4000 idrottare från 26 olika länder. Under de tio dagarna genomfördes tävlingar i 33 olika idrotter på 16 olika arenor eller tävlingsplatser.

### 2020-talet
Medelhavsspelen 2022 hölls i Oran i Algeriet.